# 小林航太
小林 航太（こばやし こうた、1988年3月2日 - ）は、日本の弁護士、コスプレイヤー、ボディビルダー、タレントである。神奈川県出身。

## 略歴
栄光学園中学校・高等学校を卒業後、東京大学文科一類に入学。大学卒業後は首都大学東京法科大学院へと進学。2016年に司法試験合格後、1年間の司法修習を経て、2017年12月に弁護士登録。2019年7月、法律事務所ストレングスを設立。
趣味は筋トレ(ボディメイク)とコスプレ。コスプレイヤーとしては「よみめいと」名義で活動していた。2018年8月、NHK『みんなで筋肉体操』でTVデビューを果たす。同年12月には、同番組の共演者である武田真治・村雨辰剛らとともに『第69回NHK紅白歌合戦』に出演し、パフォーマンスを披露した。紅白の前日には『コミックマーケット95』に参加し、『みんなで筋肉体操』に出演する自分自身のコスプレを披露した。

## 人物
DT-YUTA（プロレスラー→映像ディレクター）は実兄で、ともに東京大学出身である。
中学生のころ、ゲーム『逆転裁判』をプレイしたことをきっかけに、弁護士を志すようになる。
大学進学後、趣味として漫画・アニメ・ゲームキャラクターのコスプレを始め、コミックマーケット・東京ゲームショウなどのイベントに参加するようになる。2013年3月頃、法科大学院への進学直前から筋トレにも目覚める。当初、「筋肉はコスプレの衣装の一部」という考えからコスプレのクオリティを上げる目的で筋トレを始めたが、次第に筋トレ自体にのめり込むようになり、肉体美を競うコンテストにも出場するようになる。これまで、2017年ベストボディジャパン山梨大会フレッシャーズクラスで3位入賞、2018年サマースタイルアワード横浜大会Beasty部門・ショートクラスで2位に入賞している。
それまでの活動が番組制作ディレクターの目に留まり、NHK『みんなで筋肉体操』に、武田真治・村雨辰剛らとともに出演することになる。
自身がしてきたコスプレの中で気に入っているのはゲーム『ストリートファイターIV』シリーズに登場する覆面レスラーのエル・フォルテ。キャラクターの設定身長が小林の身長と一致していたことが理由である。
2019年5月16日から資生堂のweb広告に「みんなで筋肉体操」のメンバーらと共に採用されるも、公開後わずか2日で終了となった。2019年4月に愛知県で実の娘に強姦をしていた父親に無罪判決が下りたことへの抗議デモが行われた際、「正義感振りかざしてオナニーしたいだけの人達には日本語が通じないんだよな」「『切実な思い』だけで突っ走っちゃってるからオナニーなんですよ」と小林はTwitter上で乱暴な表現でデモを批判し炎上しており、そのことが広告中止に関わっているのではないかとされたが、資生堂は「回答する立場にない」と答え、理由を明かしていない。

## 出演

### テレビ番組
- みんなで筋肉体操（2018年8月27日 - 30日・2019年1月7日 - 10日、NHK総合）
- 第69回NHK紅白歌合戦（2018年12月31日、NHK総合）[7]
- ノンストップ!（2019年2月26日、フジテレビ）
- クローズアップ現代+（2019年3月5日、NHK総合）
- 芸能人雑学王No.1決定戦2019春（2019年4月1日、テレビ朝日）
- ザ・タイムショック令和最初の最強クイズ王決定戦（2019年9月25日、テレビ朝日）

### ウェブテレビ
- AbemaPrime（2019年3月22日、AbemaTV）[19]コメンテーター

## 著書
- 『東大卒筋肉弁護士のもう後がない状況でも確実に結果を出せる超効率勉強法』（2019年2月22日、主婦と生活社）ISBN 978-4391153101
- 『オタク六法』（2022年11月24日、KADOKAWA）ISBN 978-4046050335